# Municipio de Colville
El municipio de Colville (en inglés: Colville Township) es un municipio ubicado en el condado de Burke en el estado estadounidense de Dakota del Norte. En el año 2010 tenía una población de 65 habitantes y una densidad poblacional de 0,72 personas por km².

## Geografía
El municipio de Colville se encuentra ubicado en las coordenadas 48°35′28″N 102°41′35″O / 48.59111, -102.69306. Según la Oficina del Censo de los Estados Unidos, el municipio tiene una superficie total de 89.68 km², de la cual 86,14 km² corresponden a tierra firme y (3,94 %) 3,54 km² es agua.

## Demografía
Según el censo de 2010, había 65 personas residiendo en el municipio de Colville. La densidad de población era de 0,72 hab./km². De los 65 habitantes, el municipio de Colville estaba compuesto por el 100 % blancos. Del total de la población el 6,15 % eran hispanos o latinos de cualquier raza.